# Dina Bélanger

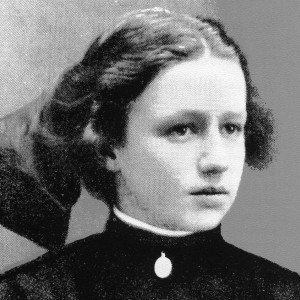
Dina Belanger

Dina Bélanger (30 de abril de 1897 - 4 de setembro de 1929), também conhecida pelo seu nome religioso Maria de Santa Cecília de Roma, era uma religiosa professa canadense e membro professa das Religieuses de Jésus-Marie. Bélanger foi uma música notável e aprendeu piano desde a infância enquanto ensinava isso mais tarde em sua vida, embora um período de problemas de saúde tenha cessado isso; surtos sucessivos de problemas de saúde nunca prejudicaram suas aspirações espirituais ou musicais, embora a tenham enfraquecido devido a contrair tuberculose. Seu relato biográfico - desde 1924 até apenas alguns meses antes de sua morte - detalha seus encontros espirituais com Jesus Cristo em uma série de visões.
A beatificação de Bélanger foi celebrada em 20 de março de 1993.

## Vida
Dina Bélanger nasceu em 30 de abril de 1897 em Québec (na paróquia de Saint-Roch ) filha de Olivier Octave Bélanger (21 de abril de 1871 - 21 de julho de 1952) e Séraphia Matte (18 de abril de 1870 - 18 de agosto de 1951); seu batismo foi celebrado poucas horas depois e ela foi batizada com o nome de "Marie-Marguerite-Dina-Adélaïde" sendo o último em homenagem à avó paterna. Houve um irmão que nasceu dezessete meses depois dela, mas Joseph-Simeon-Gustave (setembro-dezembro de 1898) morreu três meses depois.
Em 1903 sua mãe começaria a pegar em sua mão e a fazer o sinal-da-cruz, pois foi ela quem incutiu em seus princípios religiosos profundos e duradouros. A menina adorava o Angelus, mas não entendia latim, exceto para Amen no final e ela correu escada acima para pegá-lo quando o sino tocou anunciando o início do Angelus. Sua mãe a levava para a missa na infância, mas também para novenas e sermões, mas ela achava que os últimos eram enfadonhos, então uma vez trouxe a boneca de grés que chamou de Valeda; sua mãe não gostou e pediu para deixá-lo sozinho, mas ela ainda iria usá-lo, o que levou sua mãe a colocá-lo em sua bolsa. Bélanger foi repreendida em casa e sua mãe escondeu na próxima vez que o casal foi à missa, mas ela encontrou isso e recebeu outra reprimenda que cessou esse hábito. Bélanger também tinha um lado travesso, mas também temperamento. Em 1901, ela teve um ataque de raiva. Então seu pai se levantou da mesa e se juntou a ela. Ela parou ao ver seu pai fazer isso; ela ficou mortificada e nunca mais teve ataques de raiva depois disso.
Em 1903 iniciou os seus estudos no convento- escola de Saint Roch. Em 1909 ela deixou a escola para continuar seus estudos na Notre-Dame de Jacques-Cartier. No entanto, em 1911 ela recebeu permissão dos pais para entrar no internato do convento de Bellevue e entrou no outono de 1911. Mas ela ficou com saudades de casa e chorou em uma ocasião; seus pais se ofereceram para levá-la para casa, mas ela recusou e disse que iria superar isso no devido tempo. Em 6 de outubro de 1911, ela e alguns amigos visitaram o Santíssimo Sacramento e isso a levou a fazer um ato privado de consagração a Deus. Em 1906 sua mãe foi à paróquia implorar ao padre que lhe desse a primeira comunhão antes de ela completar dez anos, mas o padre recusou e isso foi algo que a magoou quando soube disso. Mas ela conseguiu fazer sua primeira comunhão não muito depois, em 2 de maio de 1907, assim como sua confirmação; de 1913 a 1916 ela morou com seus pais em casa após terminar seus estudos. Ela traçou uma regra de vida para si mesma e passou a praticar o exame de consciência todas as noites.
Em 1913, ela pediu a seus pais e a dois padres (um deles seu diretor espiritual) se ela poderia entrar no noviciado da Ordem de Notre-Dame. Os padres disseram para ela esperar. Seu pai mais tarde lembrou que ela estava magoada, mas estava em paz com a decisão deles. Seus estudos de piano a levaram a um certificado de classe superior e a uma laureada antes de obter o diploma de professora. Ela estava aprendendo piano desde 1914 com Joseph-Arthur Bernier, que era o organista da paróquia de Notre-Dame de Jacques-Cartier. Ele mencionou seus estudos de piano ao pároco Omer Cloutier, que aconselhou seus pais a matriculá-la na Juilliard School nos Estados Unidos da América. Mas ela aprendeu música com as freiras desde os oito anos até 1914.
Ela foi enviada para aprender música em Nova York e se apresentou em concertos públicos entre 1918 e 1921; seus pais estavam preocupados com seu bem-estar lá, mas ela fez o possível para tranquilizá-los. Ela saiu de casa em outubro de 1916 com seu pai, bem como suas amigas Bernadette Letourneau e Aline Marquis (ambas se tornaram freiras), que também deveriam ir para lá para seus estudos. Mas o retorno de seu pai ao Canadá fez com que ela sentisse saudades de casa, mas acreditava que seus estudos afastariam sua mente disso, além do fato de que ela teria que aprender inglês. Ela voltou para casa no Canadá após sua formatura em junho de 1918.
Enquanto toda essa vida "interior" acontecia, Dina se tornou uma Dominicana da Ordem Terceira. Depois de um ano de provação, fez a profissão e assumiu o nome de Santa Catarina de Sena. Esse nome foi concedido a ela somente depois que ela disse que seu aniversário era no dia da festa de Santa Catarina (30 de abril no Calendário Romano "Tradicional" - agora 29 de abril no Calendário Romano Moderno).
Bélanger ingressou nas Religieuses de Jésus-Marie em 11 de agosto de 1921, onde assumiu o nome religioso de "Marie de Sainte-Cécile de Rome"; ela fez seus votos monásticos em 15 de agosto de 1923. Ela entrou com a aprovação de seus pais, que a levaram para as Cataratas do Niágara em junho de 1921, antes de ela entrar, embora seus pais tenham se mudado para ficar mais perto de sua filha. Durante sua primeira missão em Saint-Michel-de-Bellechasse, onde ensinou piano (que começou em agosto de 1923), ela contraiu escarlatina após tratar um aluno, mas se recuperou o suficiente em 7 de dezembro de 1923 para retomar suas funções de professora em janeiro de 1924. Mas essa febre logo degenerou em tuberculose e mais tarde ela escreveu que a doença lhe permitiu aprofundar ainda mais sua união com Jesus Cristo e em 2 de abril de 1924 ela adoeceu novamente.  De fevereiro de 1924 a 29 de julho de 1929 - por ordem de seu superior - ela começou a escrever um relato biográfico com a primeira parte concluída naquele primeiro de junho. Jesus disse a ela em uma visão bem antes disso: "Você fará o bem com os seus escritos".
No início de 1927 ela adoeceu e foi levada novamente para a enfermaria médica, embora mais tarde tivesse forças suficientes para sua profissão perpétua em 15 de agosto de 1928. Em 29 de abril de 1929 ela foi transferida para a enfermaria de isolamento de tuberculose para sempre e em 3 de setembro de 1929 seus pais passaram alguns minutos com ela em que seu pai chorou e sua mãe deu-lhe gotas de água para matar sua sede apesar da dor de seus pais a fez sofrer.
No dia 4 de setembro ela se sentiu fraca pela manhã e algum tempo depois das 14h, após a recitação dos rosários, ela sentiu que ia morrer e às 15h gritou: "Estou sufocando" o que fez com que os religiosos corressem para ajudá-la, mas ela morreu sentada acima. Seus restos mortais foram enterrados em 7 de setembro, embora exumados em 1951 e novamente em maio de 1990.
A Salle Dina-Bélanger e o Festival de Música de Québec Dina Bélanger e o Collège Dina Bélanger em Saint-Michel-de-Bellechasse são nomeados em sua homenagem. Um musical baseado em sua vida foi apresentado como parte do quarto centenário de Québec e do 49º Congresso Eucarístico Internacional realizado em junho de 2008. O cantor e compositor Martin Louis Lanthier criou a produção e Bruno Marquis fez a encenação.

## Beatificação
A causa de beatificação teve início em Québec, durante o qual o processo informativo foi realizado de 11 de maio de 1950 a 2 de maio de 1956, com os pais de Bélanger oferecendo testemunhos sobre o processo de beatificação; os teólogos aprovaram suas entradas de diário e outros escritos espirituais como estando em linha com a fé em 8 de julho de 1965, enquanto um processo suplementar foi realizado de 20 de setembro de 1963 a 6 de setembro de 1967. Um processo apostólico teria sido realizado como era a norma na época, mas isso foi dispensado. A Congregação para as Causas dos Santos validou os processos anteriores em Roma em 30 de janeiro de 1987 e recebeu o dossiê Positio da CCS em 1987. Os teólogos aprovaram o dossiê em 25 de outubro de 1988, assim como o CCS em 2 de maio de 1989. A confirmação de sua virtude heróica permitiu que o Papa João Paulo II a intitulasse Venerável em 13 de maio de 1989.

O milagre que levou à sua beatificação foi a cura do bebê Jules Chiasson de New Brunswick da hidrocefalia em 1939. Foi investigado em nível diocesano antes de receber a aprovação da CCS em 14 de março de 1987; os médicos especialistas o aprovaram em 15 de novembro de 1989, assim como os teólogos em 23 de março de 1990 e a CCS em 19 de junho de 1990. João Paulo II aprovou esta cura como um milagre em 10 de julho de 1990 e beatificou Bélanger em 20 de março de 1993 na Praça de São Pedro.